# Lost: The Mobile Game
Lost (с англ. — «Остаться в живых») — официальная игра франшизы, разработанная и выпущенная компанией Gameloft для мобильных телефонов J2ME и iPod фирмы Apple. Автор сюжета — Грегг Нэйшнс. Игра поступила в продажу 16 января 2007 года.

## Сюжет и геймплей
Игра основана на событиях первых двух сезонов, а также 6 эпизодах 3 сезона. Главный герой в игре — Джек Шепард один из выживших во время крушения рейса 815. По ходу игры Джек встречает других выживших — Кейт, Сойера, Лока и Хёрли.
Главная цель — исследование острова, по ходу которого игрок посетит 3 основный локации — лагерь спасшихся на пляже, джунгли и станция «Лебедь». Основными оружиями Джека являются нож и пистолет. Также в игре есть головоломки, где например нужно толкнуть ящик так, чтобы очистить путь. Помимо этого в игре есть элементы стэлса, которые особенно заметны, когда Джеку надо прокрасться в лагерь врагов, чтобы спасти других выживших. Джек, например, может прятаться в траве, чтобы его не заметили.
Версия игры для iPod была выпущена 22 мая 2007 года, за день до финала 3 сезона — она была значительно улучшена в плане графики и расположения и планировки объектов.

## Уровни

### Глава 1,Прибытие, первый опыт и спасшиеся
Out of the couple hundred people on the plane, only 48 survived the crash. Now we need to figure out how we’re going to survive the island.
The Arrival, First Taste & Survivors. Джек приходит в себя, выбирается из джунглей и помогает в спасении людей на пляже — выживших после крушения рейса 815. Затем Джек встречает Кейт, которая приглашает мужчину помочь построить лагерь. После этого Джек отправляется вместе с Локом на поиски воды и еды. Вернувшись в лагерь, они встречают Саида, который предполагает, что могут быть ещё выжившие, оказавшиеся в джунглях, и Джек возвращается в лес. Там он видит белого кролика, погнавшись за которым находит раненого пилота — тот отдаёт ему радио, а затем его на глазах Джека пожирает таинственный чёрный дым. Джек возвращается на пляж, где вместе с остальным получает через трансмиттер сообщение от Руссо.

### Глава 2,Старая медицина
We are not alone! If we could only find the source of the transmission, then we could contact the search teams and be rescued.
Old Medicine. Джек отправляется в джунгли на поиски остальных выживших. Он находит пилота, который передаёт ему радио, а затем мужчину поглощает таинственный чёрный дым. Спасшийся от невидимого монстра Джек возвращается в лагерь, где ему сообщают, что у Клер лихорадка. Лок знает, что вылечить девушку может кое-какие ягоды, которые растут в джунглях. Мужчины возвращаются в лес, где во время поиска лекарственного средства, Джек оказывается в ловушке из-за непонятно как начавшегося пожара. Ему удаётся выбраться и вернуться на пляж. В лагере он узнаёт, что Клер похитили.

### Глава 3,Похищенные
We are not the survivors we thought we were. There are others here. They were here before us, and they don’t want us on the island. And now… An other has been hiding among us.
Kidnapped. Джек направляется на поиски и находит Клер вместе с одним из Других (предположительно, Итаном, но в игре его имя не указывается). После короткой стычки с ним, похититель падает в яму и погибает. Джек направляется к Клер и случайно обнаруживает станцию «Лебедь». Вскоре к нему присоединяются Лок и Хёрли, которые рассказывают Джеку, что нашли кое-что странное в джунглях.

### Глава 4,Чёрная скала
A ship… There’s a ship on the island… What the…?
The Black Rock. Джек, Лок и Хёрли исследуют Чёрную скалу. Покидая её, Джек вновь сталкивается с самопроизвольно начинающимся пожаром, находясь в одной из комнат. Оказавшись у люка, герои собираются взорвать его при помощи найденного динамита, но затем Хёрли видит цифры и говорит окружающим, что они прокляты. Лок уговаривает Джека взорвать люк, а Хёрли сбегает от друзей.

### Глава 5,Числа, монстр из дыма и побег
What are we going to discover in there?
A Matter of Numbers, The Smoke Monster & The Escape. Джек и Лок оказываются внутри станции «Лебедь», попав в неё через взорванный люк, и находят там компьютерную установку. Затем герои возвращаются на пляж, предлагая спрятать всех от Других внутри станции. Оказавшись в «Лебеде» с Кейт, Джек обнаруживает, что металлические предметы начинают летать по комнатам под действием изменившегося магнитного поля. Неожиданно появляется Дэзмонд и говорит, что Джек должен вводить некие цифры в компьютер. Оказавшись на поверхности, Джек встречает одного из Других (предположительно, Тома, но его имя не указывается в игре), приказывая Джеку и Сойеру бросить оружие, так как у них в заложниках Кейт. Вскоре Джек, Кейт и Сойер оказываются заперты в клетках. Джек сбегает и пытается помочь Кейт и Сойеру, избегая охранников. Игра заканчивается, когда Джек спасает Сойера, бросив динамит в монстра из дыма. На экране появляется надпись «Продолжение следует…».

## Отзывы
| Сводный рейтинг    | Сводный рейтинг |
| Агрегатор          | Оценка          |
| ------------------ | --------------- |
| MobyRank           | 67/100          |
| Иноязычные издания |                 |
| Издание            | Оценка          |
| IGN                | 6,5/10          |
| Modojo             | 3/5             |

Игра получила смешанные оценки критиков после выхода. Средний балл игры на MobyRank 67 из 100 на основе 4 рецензий.
Обозреватель из IGN похвалил неплохую анимацию, а также отметил, что «музыка и звуковые эффекты хороши», однако ругал линейность игры, которая не даёт насладиться атмосферой сериала.